# Alejandra Buitrago
Alejandra Buitrago Herrera (Pereira, 9 de octubre de 1987) es una modelo y presentadora de televisión colombiana. Es conocida por haber participado en el programa deportivo Fuera de lugar, en el programa de espectáculos El lavadero y en el programa de variedades Nuestra semana, nuestra tele de RCN Televisión.
Como modelo ha aparecido en publicaciones colombianas como TVyNovelas, Vea, Don Juan,SoHo, y GENTE, entre otras.
Desde 2016 trabajo en la serie Tu voz estéreo hasta el 12 de julio de 2019, de Caracol Televisión. En 2019 debutó en el cine en la película de Mario Ribero La sucursal.

## Carrera
Nacida en Pereira, Risaralda, inició allí sus estudios en Administración y Finanzas antes de matricularse en un taller de actuación. Uno de sus profesores en dicho taller la animó a presentarse en el casting del programa de variedades del Canal RCN Fuera de Lugar, obteniendo el puesto. Luego hizo parte del elenco del programa El Lavadero, conducido por Graciela Torres y transmitido también por RCN. No se movió del canal para más tarde llegar a Nuestra semana, nuestra tele, reemplazando a Jéssica Cediel y permaneciendo allí durante un año.
En este último, Buitrago demostró sus dotes como actriz interpretando a La Felina, una parodia de La gata, telenovela mexicana que transmitió RCN. A la pregunta sobre si le han ofrecido papeles en telenovelas o series, Alejandra ha sido sincera y ha dicho que sí, pero matizando que todavía no se atreve a dar ese paso porque primero quiere formarse y estudiar actuación.
Después de servir como reportera en la Copa Mundial de Fútbol de 2014, Buitrago ganó popularidad mundial debido a su belleza. Fue clasificada como una de las "mujeres más calientes de la Copa del Mundo 2014" por varios sitios web, incluyendo COED, Busted Coverage, Daily News, y más. Además, varios grupos diferentes la han llamado "la fan más sexy del equipo colombiano".
Es conocida también porque en una ocasión en la que fue entrevistada preguntándole cuál era su jugador favorito, respondió que era Lionel Messi por ser colombiano (siendo este argentino), lo que despertó todo tipo de burlas e insultos en su contra.
En 2016 al 2019 pasó a integrar el elenco de la serie del Canal Caracol Tu voz estéreo (interpretando a Laura), junto a Lucas Buelvas.

## Vida privada
Buitrago era muy unida con su abuelo, quien fue la figura paterna en su vida. Falleció en 2006. En una entrevista, Buitrago declaró:

"Todos los días lo tengo muy presente y todos los días hablo con él. Su muerte me marcó para siempre". Afirmó en una entrevista.

Buitrago sostuvo una relación sentimental durante tres años con el cantante colombiano de música urbana J Balvin. A finales de 2017 y mediados de 2018 se rumoreaba que la pareja había vuelto, aunque la modelo solo ha dicho que son buenos amigos.
El 9 de octubre de 2020, mediante una publicación en su perfil de Instagram, anunció que está embarazada de su primera hija.

## Filmografía

### Como presentadora
| Año       | Título                       | Rol          | Canal     |
| --------- | ---------------------------- | ------------ | --------- |
| 2014-2015 | Nuestra semana, nuestra tele | Presentadora | Canal RCN |
| 2012-2014 | El Lavadero                  | Presentadora | Canal RCN |
| 2011-2014 | Fuera de Lugar               | Presentadora | Canal RCN |

### Televisión
| Año       | Título         | Personaje    | Canal              |
| --------- | -------------- | ------------ | ------------------ |
| 2016-2019 | Tu voz estéreo | Laura Guzmán | Caracol Televisión |

### Cine
| Año  | Título      | Personaje | Nota |
| ---- | ----------- | --------- | ---- |
| 2019 | La sucursal |           |      |